# 소오갈 선생
《소오갈 선생》은 1991년 2월부터 2005년 12월까지 《한국경제신문》에 연재되었던 안백룡 화백의 시사만화이다. 
경제신문에 실린 최초의 시사만화이기도 하며, 주로 사회 현상을 다루었다. 총 4590회를 연재하였다.

## 관련 기사
- 소오갈 선생 추억속으로… 네칸 만화에 담은 해학과 풍자 15년, 한국경제신문, 2005년 12월 29일.